# 利根号
利根号（とねごう）は、日本放送協会（NHK）のために日本大学の木村秀政教授が設計した複葉機。連続テレビ小説『雲のじゅうたん』の劇用機として用いられたが、有人飛行が可能な実機は製作されていない。

## 概要
『雲のじゅうたん』作中では、1919年（大正8年）頃に民間飛行学校「利根飛行学校」で用いられた機体として登場し、浅茅陽子が演じるヒロイン・小野間真琴が搭乗することになる。また、設定上の準同型機として「大洋号」が存在する。
設計・製作は1975年（昭和50年）11月にNHKから日大理工学部の木村教授に対して依頼された。地上滑走のみが可能な実機サイズの模型が岩田ソリッドモデル研究所によって製作され、1976年（昭和51年）2月頃に完成。その後桶川ホンダ飛行場などで撮影に用いられた。また、岩田ソリッドモデル研究所にて木村教授の設計を基に製作された1/6スケールのラジコン機が、飛行シーンの撮影に使用された。1976年10月には、入間基地で行われた同年の国際航空宇宙ショーでの展示も行われている。
設計は、伊藤飛行機研究所や白戸飛行機研究所などで大正時代に製作・使用された複葉機に印象を近づける形で行われている。実大模型は木製骨組に布張りの複座機で、フォルクスワーゲン車あるいはスバル・360から転用したエンジンを滑走用に装備していた。コックピットの前後、胴体下面、両翼端などの計6箇所には、撮影用のフィルムカメラの取付金具が備わっている。また、尾翼を換装することで「大洋号」として撮影に用いることも可能だった。なお、岩田ソリッドモデル研究所では撮影終了後に実大模型を飛行可能な実機へと改造することも検討していた。製作費は実大模型が300万円、ラジコン機が35万円。

## 諸元（実大模型）
出典：「走る飛行機で……」 59頁、「「雲のじゅうたん」撮影始末記」 17頁、「NHK『雲のじゅうたん』アッと驚く5つの秘密大公開！」 45頁。
- 全長：6.0 m
- 全幅：8.0 m
- 総重量：270 kg[5]あるいは300 kg[1][4]
- エンジン：軽自動車用360 cc（27 hp）[1]あるいは1,200 cc[4] × 1
- 滑走速度：約40 km/h
- 乗員：2名